# نموذج كالجاري كامبريدج
نموذج كالجاري كامبريدج هو طريقة لهيكلة المقابلات الطبية. وهو يركز على إعطاء هيكل واضح لبدء الجلسة، وجمع المعلومات، والفحص البدني، وشرح النتائج والتخطيط، واختتام الجلسة. تحظى بشعبية في التعليم الطبي في العديد من البلدان.

## الطريقة
يتضمن نموذج كالجاري كامبريدج مايلي:
- بدء جلسة:[1][2] يتضمن ذلك إعداد الطبيب، وبناء علاقة مع المريض، وفهم سبب الحاجة إلى المقابلة.[1]
- جمع المعلومات:[1][2] يمكن تقسيم هذا إلى تركيز على منظور طبي حيوي، وتجربة المريض، ومعلومات سياقية عن المريض.[1][2] قد تشمل المعلومات السياقية التاريخ الشخصي والتاريخ الاجتماعي والتاريخ الطبي الآخر.[2]
- الفحص البدني للمريض:[1][2] يختلف هذا باختلاف الغرض من المقابلة.
- شرح النتائج والتخطيط:[1][2] يهدف هذا إلى ضمان فهم مشترك، والسماح باتخاذ قرارات مشتركة.[1]
- اختتام الجلسة:[1][2] وقد ينطوي ذلك على مناقشة خطط أخرى.[1]

تم تصميم هذا لإعطاء هيكل واضح للمقابلة، وللمساعدة في بناء العلاقة بين الطبيب والمريض. تمت الإشارة إلى أهمية التواصل غير اللفظي.
يعتمد النموذج على 71 مهارة وتقنية تعمل على تحسين مقابلات المرضى. وتشمل هذه الحفاظ على التواصل البصري، والاستماع النشط (عدم المقاطعة، وإعطاء الإشارات اللفظية)، وتلخيص المعلومات بشكل متكرر، والسؤال عن أفكار المريض ومعتقداته، وإظهار التعاطف.

## المميزات
تم تطوير نموذج كالجاري كامبريدج بناءً على أدلة من مقابلات مع المرضى، وما جعلها ناجحة. يركز بشكل عام على المريض وخبرته. يُنظر إلى دليل المهارات والتقنيات بشكل عام على أنه شامل

## السلبيات
تم انتقاد نموذج كالجاري كامبريدج لخلقه فصلًا بين عملية مقابلة المريض والمعلومات المكتسبة. من الصعب جدًا دمج المهارات الـ 71 في وقت واحد، مما يجعل تعلم الأطباء أكثر صعوبة من التقنيات الأخرى.

## التاريخ
تم تسمية نموذج كالجاري كامبريدج على اسم كالجاري، كندا، وكامبريدج، المملكة المتحدة حيث عمل المؤلفون الثلاثة. يحظى بشعبية في التعليم الطبي في العديد من البلدان. تم تكييفه أيضًا للأطباء البيطريين. نماذج أخرى، مثل مقياس تقييم الاستشارة العالمية، استندت إلى كالجاري كامبريدج